# عدد توافقي

العدد التوافقي مع (الخط الأحمر) بحده المقارب (الخط الأزرق) بحيث هو ثابت أويلر-ماسكيروني.

في الرياضيات ، العدد التوافقي النوني هو مجموع مقلوبات أول n من الأعداد الطبيعية :{\displaystyle H_{n}=1+{\frac {1}{2}}+{\frac {1}{3}}+\cdots +{\frac {1}{n}}=\sum _{k=1}^{n}{\frac {1}{k}}}بدءًا من n = 1 ، يبدأ تسلسل الأعداد التوافقية:{\displaystyle 1,{\frac {3}{2}},{\frac {11}{6}},{\frac {25}{12}},{\frac {137}{60}},\dots }ترتبط الأعداد التوافقية بالمتوسط التوافقي في أن العدد التوافقي النوني هو أيضًا n مضروبة في مقلوب المتوسط التوافقي للأعداد الصحيحة الموجبة الأولى n .
تمت دراسة الأعداد التوافقية منذ العصور القديمة وهي مهمة في مختلف فروع نظرية الأعداد . يطلق عليها أحيانًا اسم متسلسلة توافقية ، وترتبط ارتباطًا وثيقًا بدالة ريمان زيتا ، وتظهر في تعبيرات دوال خاصة مختلفة.
يمكن إعطاء قيمة تقريبية للعدد التوافقي النوني من خلال دالة اللوغاريتم الطبيعي :143وبالتالي فإن المتسلسلة التوافقية المصاحبة تنمو بلا حدود ، وإن كان ذلك ببطء. في عام 1737 ، استخدم ليونارد أويلر تباعد المتسلسلة التوافقية لتقديم برهان جديد على لانهاية الأعداد الأولية . امتد عمله إلى المستوى المعقد بواسطة برنارد ريمان في عام 1859 ، مما أدى مباشرة إلى فرضية ريمان الشهيرة حول توزيع الأعداد الأولية .
من خلال مسلمة برتراند يمكن إستنتاج أن ، باستثناء الحالة n = 1 ، فإن الأعداد التوافقية ليست أعدادًا صحيحة أبدًا.

## خصائص الأعداد التوافقية
من خلال تعريها ، فإن الأعداد التوافقية تستوفي العلاقة{\displaystyle H_{n+1}=H_{n}+{\frac {1}{n+1}}}ترتبط الأعداد التوافقية بأعداد ستيرلنغ من النوع الأول من خلال العلاقة{\displaystyle H_{n}={\frac {1}{n!}}\left[{n+1 \atop 2}\right]}الدوال التالية{\displaystyle f_{n}(x)={\frac {x^{n}}{n!}}(\log x-H_{n})}تستوفي الخاصية{\displaystyle f_{n}'(x)=f_{n-1}(x)}خاصه{\displaystyle f_{1}(x)=x(\log x-1)}هو تكامل دالة اللوغاريثم الطبيعي.
الأعداد التوافقية تحقق متطابقات المتسلسلة{\displaystyle \sum _{k=1}^{n}H_{k}=(n+1)H_{n}-n}و{\displaystyle \sum _{k=1}^{n}H_{k}^{2}=(n+1)H_{n}^{2}-(2n+1)H_{n}+2n}

### خصائص مرتبطة بπ
هناك العديد من صيغ الجمع اللانهائية التي تتضمن الأعداد توافقية و π : {\displaystyle \sum _{n=1}^{\infty }{\frac {H_{n}}{n\cdot 2^{n}}}={\frac {1}{12}}\pi ^{2}}{\displaystyle \sum _{n=1}^{\infty }{\frac {H_{n}^{2}}{(n+1)^{2}}}={\frac {11}{360}}\pi ^{4}}{\displaystyle \sum _{n=1}^{\infty }{\frac {H_{n}^{2}}{n^{2}}}={\frac {17}{360}}\pi ^{4}}{\displaystyle \sum _{n=1}^{\infty }{\frac {H_{n}}{n^{3}}}={\frac {1}{72}}\pi ^{4}}

## الحساب
هناك تمثيل تكاملي قدمه أويلر  هو{\displaystyle H_{n}=\int _{0}^{1}{\frac {1-x^{n}}{1-x}}\,dx}الصيغة أعلاه يمكن إشتقاقها من خلال المطابقة الجبرية البسيطة{\displaystyle {\frac {1-x^{n}}{1-x}}=1+x+\cdots +x^{n-1}}باستخدام التعويض x = 1 − u ، هناك تعبير آخر لـ Hn هو{\displaystyle {\begin{aligned}H_{n}&=\int _{0}^{1}{\frac {1-x^{n}}{1-x}}\,dx=\int _{0}^{1}{\frac {1-(1-u)^{n}}{u}}\,du\\[6pt]&=\int _{0}^{1}\left[-\sum _{k=1}^{n}(-1)^{k}{\binom {n}{k}}u^{k-1}\right]\,du=-\sum _{k=1}^{n}(-1)^{k}{\binom {n}{k}}\int _{0}^{1}u^{k-1}\,du\\[6pt]&=-\sum _{k=1}^{n}(-1)^{k}{\frac {1}{k}}{\binom {n}{k}}\end{aligned}}}